# Józef Kapustka
Józef Kapustka (ur. 28 maja 1969 w Tarnowie) – polski pianista zamieszkały we Francji.

## Życiorys
Urodził się w Tarnowie, gdzie bardzo wcześnie rozpoczął naukę gry na fortepianie pod kierunkiem Danuty Cieślik. W latach 1987–1989 uczęszczał na Akademię Muzyczną w Krakowie kształcąc się pod kierunkiem prof. Ewy Bukojemskiej. W 1988 roku zadebiutował podczas Konfrontacji Chopinowskich w Antoninie. Wyjechał do USA.
Studia muzyczne kontynuował na Juilliard School w Nowym Jorku, które w 1992 roku ukończył. Odbył studia podyplomowe w Royal Academy of Music w Londynie. Studia uzupełniał podczas kursów mistrzowskich pod kierunkiem Dmitrija Baszkirowa w Madrycie i prof. dr hab. Wiery Gornostajewej w Moskwie. Jest absolwentem Music Academy of the West w kalifornijskiej Santa Barbara i posiadaczem dyplomu studiów wyższych paryskiej Sorbony w dziedzinie języka i cywilizacji francuskiej. Był stypendystą Fundacji Kościuszkowskiej w Nowym Jorku, Fundacji Barbary Piaseckiej Johnson w Princeton (USA), Isaaca Albeniza w Madrycie i in. Laureat Grand Prix Międzynarodowego Konserwatorium w Paryżu.
W latach 1989–1992 występował wielokrotnie w nowojorskim Lincoln Center (m.in. Alice Tully Hall), w Carnegie Hall (1997) oraz przy misji Federacji Rosyjskiej przy ONZ (2004). W 2004 roku wziął udział w Festiwalu w Awinionie jako aktor-pianista w sztuce Serge’a Valetti „Huitre et demi” (reż. Jean-Christiana Grinevalda). W ramach roku Chopinowskiego 2010 we Francji występował m.in. grając na historycznym fortepianie Érard z połowy XIX wieku. W tym samym roku w ramach zainicjowanego przez siebie projektu „Bach in Rio” wykonał i nagrał koncerty fortepianowe J.S. Bacha. Nominowany do francuskiej nagrody teatralnej Molière 2010 za oprawę muzyczną do sztuki Virginii Lemoine „Diwa z Sarcelles”.